# Pasquale Grasso

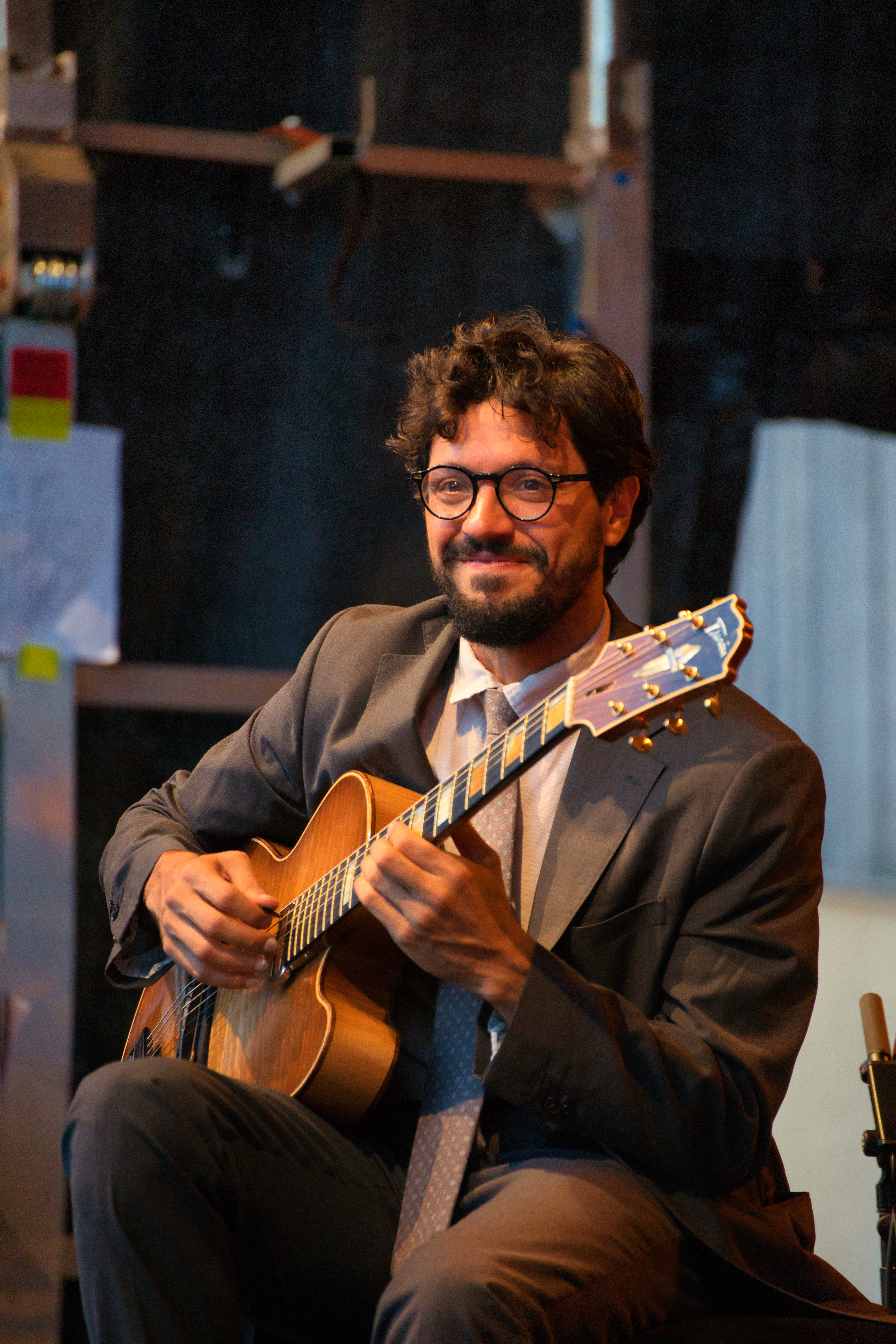
Pasquale Grasso auf dem INNtöne Jazzfestival (2022)

Pasquale Grasso (* 19. Oktober 1988 in Ariano Irpino) ist ein italienischer Jazzmusiker (Gitarre, Komposition). Pat Metheny hat ihn in einem Interview als den „wahrscheinlich besten Gitarristen unserer Tage“ bezeichnet.

## Leben und Wirken
Grasso, der in einer musikbegeisterten Familie in der Provinz Avellino aufwuchs, erhielt er ab seinem siebten Lebensjahr Musikunterricht. Zwischen 1995 und 1998 erfolgte erster Gitarrenunterricht bei Antonio Marra. An der Gitarre widmete er sich bald dem Jazz. Das Musizieren (auch mit seinem älteren Bruder Luigi, der Saxophon spielte) wurde zu einer Lieblingsbeschäftigung. Seit 1998 erhielt er Unterricht bei Agostino di Giorgio, einem Schüler von Chuck Wayne, und drei Jahre später bei Barry Harris (der ihn nach einigen Jahren Workshops in Europa leiten ließ). Er nahm an wichtigen Nachwuchswettbewerben (häufig im Duo mit seinem Bruder) teil und errang zahlreiche Spitzenplätze bei Baronissi Jazz, Premio internazionale Massimo Urbani, Bravo Bravissimo oder Concorso TIM International Music Competition.
Mit dem Trio von Teo Ciavarella wirkte Grasso 1999 am ersten Album seines Bruders mit (A Love Supreme); 2001 folgte ein Duoalbum mit seinem Bruder. Von 2000 bis 2009 spielte er auf zahlreichen Festivals in Mittel- und Osteuropa. Von 2006 bis 2008 absolvierte er ein Studium der klassischen Gitarre am Konservatorium von Bologna bei Walter Zanetti. Während seiner Zeit am Konservatorium entwickelte er einen neuen Ansatz für die Gitarre, der die klassische Tradition mit Chuck Waynes Technik verbindet.
Seine erste Tournee nach Nordamerika unternahm Grasso 2008. Seit 2012 lebt er in New York, wo er zum Quartett von Ari Roland und von Chris Byars gehörte, mit denen er international auf Gastspielreisen war. 2015 legte er sein Soloalbum Reflections of Me vor. Ebenfalls als Eigenproduktion erschien das gemeinsam mit dem Harmonikaspieler Yvonnick Prené eingespielte Album Merci Toots. 2019 lud ihn die WDR Big Band Köln als Solisten für eine Konzertproduktion mit Titeln von Bud Powell ein (bei der auf das Klavier verzichtet wurde). Im selben Jahr legte er bei Sony Masterworks die EPs Solo: Standards, Vol. 1, Solo: Ballads, Vol. 1, Solo Monk und Solo Holiday vor, denen 2020 das Album Solo Masterpieces folgte, 2022 Be-Bop! (Sony Masterworks), als extrem schnell gespielten Tribut an Charlie Parker und Dizzy Gillespie.  Er ist auch auf Alben von Zaid Nasser, Jamale Davis, Joan Chamorro und Samara Joy (Linger Awhile, 2022) zu hören. 
Als Gastdozent ist er dem Jazzstudiengang am Purchase College der State University of New York verbunden.

## Preise und Auszeichnungen
Grasso gewann 2002 den Premio Internazionale Lecco Jazz und 2005 die Eddie Lang National Jazz Guitar Competition. 2015 erhielt er den ersten Platz bei der Wes Montgomery Competition.

## Diskografische Hinweise
- Solo Masterpieces (Sony Masterworks, 2020)
- Solo Bud Powell (Sony Masterworks, 2020)
- Be-Bop! (Sony Masterworks, 2022)[7]